# Vilars d'Arena
Vilars d'Arena (en francès Villar-d'Arêne) és un municipi francès situat al departament dels Alts Alps i a la regió de Provença – Alps – Costa Blava.

## Demografia
| 1851                                       | 1962 | 1968 | 1975 | 1982 | 1990 | 1999 | 2006 | 2018 |
| ------------------------------------------ | ---- | ---- | ---- | ---- | ---- | ---- | ---- | ---- |
| 528                                        | 174  | 160  | 155  | 184  | 178  | 219  | 271  | 300  |
| Des de 1962: població sense dobles comptes |      |      |      |      |      |      |      |      |

## Administració
| Període   | Identitat      | Partit        |
| --------- | -------------- | ------------- |
| 1983-2001 | Henri Ranque   |               |
| 2001-2006 | Edmond Chancel |               |
| 2006-2014 | Xavier Crêt    | divers droite |
| 2014-     | Olivier Fons   |               |